# Regatul Armeniei (antichitate)
Regatul Armeniei, cunoscut și ca Regatul Armeniei Mari, sau pur și simplu Armenia Mare (armeană Մեծ Հայք Mets Hayk; latină Armenia Maior), a fost o monarhie în Orientul Apropiat antic ce a existat din 321 î.Hr. până în 428 d.Hr. Istoria sa se împarte în stăpânirile succesive a trei dinastii regale: Orontidă⁠(d) (321 î.Hr.–200 î.Hr.), Artaxiadă⁠(d) (189 î.Hr.–12 d.Hr.) și Arsacidă (52–428).
Rădăcinile regatului au la bază unul din satrapiile Imperiului Ahemenid al Persiei numită Armenia (Satrapia Armeniei⁠(d)), care era format din teritoriul Regatului Ararat (860 î.Hr.–590 î.Hr.) de după cucerirea acestuia de către imperiul med în 590 î.Hr. Satrapia a devenit regat în 321 î.Hr., în timpul domniei dinastiei Orontide, după cucerirea Persiei de către Alexandru cel Mare, care a fost încorporat în unul dintre regatele elenistice ale Imperiului Seleucid.
Sub Imperiul Seleucid (312-63 î.Hr.), tronul armean a fost divizat în două – Armenia Maior și Sophene – ambele trecând în mâinile dinastiei Artaxiad⁠(d) în 189 î.Hr. În timpul expansiunii spre est a Republicii Romane, Regatul Armeniei, sub Tigrane cel Mare, și-a atins culmea, din 83 până în 69 î.Hr., după ce a reîncorporat Sophene și a cucerit teritoriile rămase de la căderea imperiului seleucid, ducând la sfârșit existența acestuia, iar Armenia s-a dezvoltat într-un imperiu pentru o perioadă scurtă, după care ea însăși a fost cucerită de Roma în 69 î.Hr. Regii Artaxiazi rămași au continuat să conducă ca cleinți ai Romei până au fost răsturnați în 12 d.Hr. din cauza unei posibile loialități a acestora față de principalul rival al Romei din regiune, imperiul part.
În timpul războaielor romano-parte, dinastia Arsacidă a Armeniei a fost fondată de Tiridate I⁠(d), un membru al dinastiei parte a Arsacizilor, care a fost proclamat rege al Armeniei în 52. În cea mai mare parte a acestei perioade, Armenia a fost puternic disputată între Roma și Partia, iar nobilimea armeană era divizată între pro-romani, pro-parți și neutri. Din 114 până în 118, Armenia a fost pentru scurt timp provincie a Imperiului Roman sub împăratul Traian. Regatul Armeniei a serivit adesea ca stat client sau vasal la frontiera celor două mari imperii și a succesorilor lor, imperiile bizantin și sasanid. În 301, Tiridate al III-lea a proclamat creștinismul ca religie de stat în Armenia, făcând din regatul armean primul stat care a îmbrățișat oficial creștinismul. 
În timpul războaielor bizantino-sasanide, Armenia a fost în cele din urmă împărțită în Armenia bizantină⁠(d) (în 387) și Armenia persană⁠(d) (în 428).